# 1999 у літературі

## Нагороди
- Нобелівська премія з літератури: Ґюнтер Ґрасс, «чиї пустотливі чорні байки змальовують забуте обличчя історії»
- Букерівська премія: Джон Максвелл Кутзее, «Ганьба»
- Премія Неб'юла за найкращий роман: Октавія Батлер (Octavia Butler), «Parable of the Talents»
- Премія Неб'юла за найкращу повість: Тед Чанг, «Історія твого життя»
- Премія Неб'юла за найкраще оповідання: Леслі Вот, «Чого варте діло»
- Премія «Г'юґо» за найкращий роман: Конні Вілліс, «Як не рахувати собаки» (To Say Nothing of the Dog)
- Премія Г'юґо за найкращу повість: Ґреґ Іґан, «Океанічний»

## Померли
- 8 березня — Адольфо Біой Касарес, аргентинський письменник.
- 7 квітня — Арон Алтеровіч Вергеліс, єврейський (їдиш) проза, поет, публіцистика, редактор, громадський діяч.
- 28 квітня — Юлюс Бутенас, литовський письменник, заслужений діяч культури Литовської РСР (з 1965).
- 2 липня — Маріо П'юзо, американський письменник, критик, сценарист, автор сценарію до фільму «Хрещений батько».
- 21 серпня — Єжи Гарасимович, польський поет.
- 25 вересня — Меріон Зіммер Бредлі, американська письменниця.
- 30 вересня — Ліхачов Дмитро Сергійович, російський філологія, історик російської літератури.
- 2 жовтня — Гайнц Ґюнтер Конзалік, німецький письменник.
- 19 жовтня — Наталі Саррот, французька письменниця  (народилася в 1900).
- 8 грудня — Руперт Харт-Девіс, редактор, видавець
- 18 грудня — Робер Брессон, французький кінорежисер та сценарист.
- 31 грудня — Павличко Соломія Дмитрівна — письменниця, літературознавець, перекладач, публіцистка, автор праць з історії фемінізму.

## Нові книжки
- Гаррі Поттер і в'язень Азкабану — третій роман серії «Гаррі Поттер» Дж. К. Роулінґ.
- Статський радник — книга російського письменника Бориса Акуніна, шоста частина з серії «Пригоди Ераста Фандоріна».
- Вектор Прайм — науково-фантастичний роман у всесвіті Зоряних Воєн американського письменника Роберта Сальваторе, перша книга в серії «Новий Орден Джедаїв».
- «Generation «П»» — роман Віктора Олеговича Пєлєвіна.
- «Криптономікон» — роман Ніла Стівенсона.
- «Невидимі монстри» — роман американського письменника Чака Паланіка, написаний у 1994 році, опублікований через 5 років.
- «Геном» — роман Сергія Лук'яненка.